# Эддоус, Кэтрин
Кэтрин Эддоус (англ. Catherine Eddowes; 14 апреля 1842 — 30 сентября 1888) — британская батрачка и штамповщица жести, позднее ставшая проституткой; одна из жертв, погибших в ходе убийств в Уайтчепеле. Стала второй жертвой, убитой рано утром 30 сентября 1888 года спустя меньше часа после убийства Элизабет Страйд. Эти два убийства обычно называются «двойным событием» и приписываются неизвестному серийному убийце по прозвищу Джек-потрошитель.
Часть левой почки жертвы была позднее отправлена в комитет бдительности с письмом «поймайте меня, если сможете». В письме было заявлено, что почка извлечена из Эддоус. Тем не менее, большинство экспертов подвергает этот факт сомнению.
На почке было вырезано имя жертвы.

## Биография
Кэтрин Эддоус (также известная как Кейт Конвей и Кейт Келли по имени двух своих мужей) родилась 14 апреля 1842 года в Грейсли-Грин, Вулверхэмптон. Её родители — жестянщик Джордж Эддоус и Кэтрин (урождённая Эванс). Спустя год после рождения Кэтрин семья переехала в Лондон. Мать родила ещё десятерых детей.
К 1857 году обоих родителей Кэтрин уже не было в живых, поэтому её признали сиротой и отправили в работный дом Бермондси. Позднее она вернулась в Вулверхэмптон и благодаря тёте устроилась на работу штамповщиком жести. Однако вскоре она оставила эту работу и в последующие годы жила то в Бирмингеме, то в Вулверхэмптоне. Проживая в Бирмингеме, она вступила в отношения с отставным солдатом Томасом Конвеем и родила от него двоих детей. Она наколола инициалы мужа на левом предплечье.
Эддоус была ростом пять футов, имела тёмно-рыжие волосы и карие глаза. Позднее друзья описывали её как «очень весёлую женщину, всегда поющую» и «умную и образованную, но обладающую свирепым нравом».
В 1868 году Эддоус и Конвей перебрались в Лондон, где она родила третьего ребёнка. В Лондоне Эддоус начала пить и в 1880 году оставила семью. На следующий год она уже жила с другим мужчиной по имени Джон Келли в ночлежном доме Куни по адресу Флоуэр энд Дин-стрит, 55 в центре наиболее криминальной трущобы Лондона. Там ей пришлось время от времени заниматься проституцией, чтобы оплачивать жильё. Чтобы избежать встреч со своей бывшей сожительницей, Конвей оформил свою армейскую пенсию на вымышленное имя Куинн и держал адреса своих сыновей в тайне от неё.
Летом 1888 года Эддоус, Келли и их подруга по имени Эмили Бирелл нашли временную работу по сбору шишек в графстве Кент. По завершении сезона сбора они вернулись в Лондон и быстро промотали свой заработок. Эддоус и Келли разделили последние деньги — шесть пенсов. Келли взял четыре пенса, чтобы заплатить за место в ночлежке и она — два пенса, чтобы заплатить за место в соседнем приходе Миль-энд.

## Убийство

### 29 сентября
На следующее утро они встретились. В полдень Эддоус сказал Келли, что она должна отправиться в Бермондси, чтобы добыть денег для своей дочери Энни Филипс, бывшей замужем за оружейником в Саутуорке. Заложив свои ботинки, босая Келли раздобыла тем самым денег и после 20:00 купила койко-место в ночлежке. Судя по показаниям заместителя смотрителя, пребывала там всю ночь.
29 сентября в 20:30 констебль Луис Робинсон нашёл Эддоус, лежащую пьяной на дороге у Олдгейт-хай-стрит. Полиция задержала Эддоус и под именем «Безымянная» содержала её в заключении на Бишопсгейстком полицейском участке до часу ночи 30 сентября, пока она не протрезвела достаточно, чтобы покинуть участок.

### 30 сентября
Перед освобождением Эддоус сообщила полицейским своё имя и адрес — «Мэри Энн Келли, Фашион-стрит, 6».
Выйдя из участка, Эддоус вместо того, чтобы повернуть направо и пойти по кратчайшей дороге к себе домой на Флауэр и Дин-стрит, повернула налево и двинулась в направлении к Олдгейту. В последний раз её видели живой в 1:35 три свидетеля: Джозеф Лауэнд, Джозеф Хайам Леви и Гарри Гаррис, только что вышедшие из клуба на Дюк-стрит. Она стояла у входа в Церковный проход (который вёл на юго-запад от Дюк-стрит к Митр-сквер вдоль южной стены Большой Лондонской синагоги) и разговаривала с мужчиной. Только Лауэнд смог дать описание этого человека: белокурый усатый мужчина в темно-синей куртке, фуражке и красном шарфе. Главный инспектор Дональд Свансон отметил в своём рапорте, что идентификация Лауэнда женщины как Эддоус была сомнительной. Он написал, что Лауэнд сказал, что некоторые предметы одежды погибшей, которые ему показали, напоминают одежду женщины, которую он видел, «которая была чёрной .. эта вся суть его опознания [sic]». Вскоре после этого патрульный полицейский констебль Джеймс Харви прошёл через Церковный проход от Дюк-стрит Эддоус, но вернулся на Дюк-стрит, не заходя на Митр-сквер, так как это был уже не его район патрулирования.

### Обнаружение тела и посмертное обследование

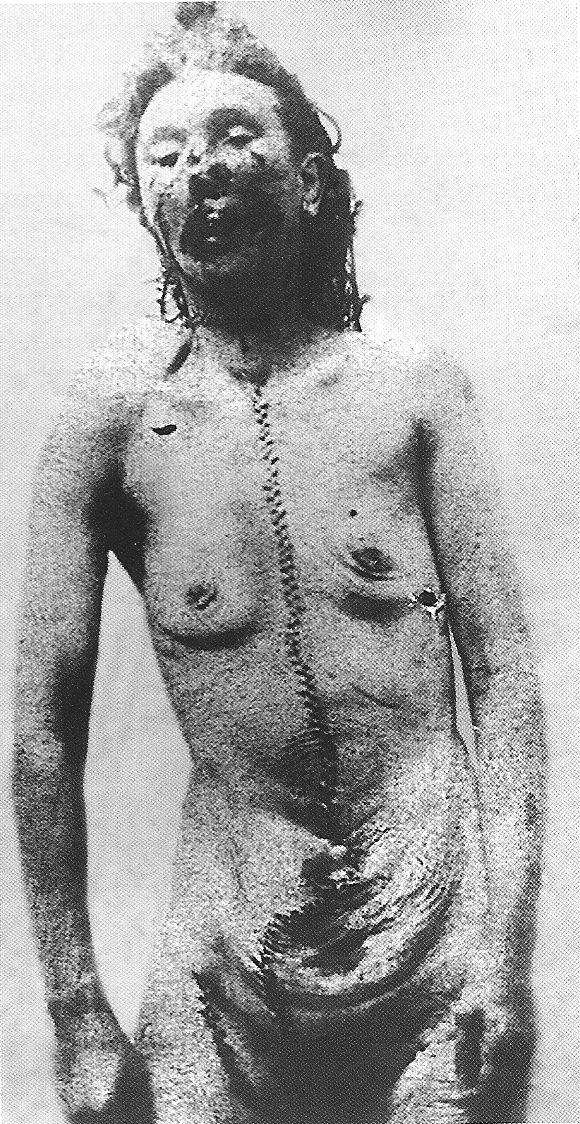
Посмертная фотография Эддоус после её вскрытия

В 1:45 ночи изуродованное тело Эддоус было найдено на юго-западном углу Митр-сквер районным патрульным полицейским констеблем Эдуардом Уоткинсом. Уоткинс показал, что он зашёл на площадь в 1:44, до этого был там в 1:30. Он бросился за подмогой к чайному складу на площади, где находился ночной сторож — бывший полицейский Джордж Джеймс Моррис, который, в свою очередь, не заметил ничего необычного. Другой ночной сторож Джордж Клапп на Митр-сквер, 5 и полицейский Ричард Пирс (не находившийся на дежурстве) на Митр-сквер, 3 тоже ничего не видели.
Посмертное обследование провёл полицейский хирург доктор Фредерик Гордон Браун, прибывший на место преступления после 2:00. Он констатировал:
Тело лежит на спине, голова повёрнута к левому плечу. Руки расположены по сторонам тела как если бы она так и упала. Обе ладони тыльной стороной вверх, пальцы слегка согнуты. Рядом с пальцем с правой стороны лежит напёрсток. Одежда над животом задрана. Бёдра обнажены. Левая нога находится на одной линии с телом. Живот обнажён. Правая нога согнута в бедре и в колене.

## В культуре
- Из Ада (комикс) автор Алан Мур художник Eddie Campbell, (по мотивам произведения Jack the Ripper: The Final Solution Стивена Найта) Catherine Eddowes is introduced late in the narrative, and is targeted by the Ripper solely because she claims she is Mary Kelly, one of the four Whitechapel prostitutes targeted by Sir William Gull[1].
- SoulMate: True Evil Never Dies (2012) — Anna Magoulas[2]
- The Real Jack the Ripper (2010) (телефильм) — Sarah Williamson
- Jack, the Last Victim (2005) — Janet Wheeler
- Из ада. (2001) (фильм) — Лесли Шарп[3]
- Джек-потрошитель (1988) (телефильм) — Сьюзан Джордж[4]
- Jack the Ripper (1973) (телефильм) — Hilary Sesta
- A Study in Terror (1965) (фильм) — Кэй Уолш[5]